# Susana y Dios
Susana y Dios es una película de 1940 dirigida por George Cukor y protagonizada por Joan Crawford y Fredric March. El guion escrito por Anita Loos está basado en una obra de teatro de Rachel Crothers.

## Argumento
Susana se libera sexualmente y empieza a verse con otros hombres además de su marido, que, a pesar de todo, no se hace a la idea de perderla.

## Otros créditos
- Color: Blanco y negro
- Sonido: Western Electric Sound System
- Dirección artística: Cedric Gibbons
- Montaje: William H. Terhune
- Sonido: Douglas Shearer
- Asistente de dirección: Edward Woehler
- Decorados: Edwin B. Willis y Jack D. Moore
- Diseño de vestuario: Adrián
- Maquillaje: Sydney Guilaroff (peluquería)